# Fritz Fischer (biatleet)
Friedrich (Fritz) Fischer  (Kelheim, 22 september 1956) is een Duitse voormalig biatleet.

## Carrière
Fischer kwam in het begin van zijn carrière uit voor West-Duitsland, met de West-Duitse ploeg won hij in 1984 olympische brons en vier jaar later olympisch zilver. In 1989 won Fischer zijn enige individuele medaille op de wereldkampioenschappen brons in de individuele wedstrijd. Met het herenigde Duitsland werd Fischer in 1991 wereldkampioen en een jaar later olympisch kampioen op de estafette.

## Belangrijkste resultaten

### Wereldkampioenschappen
| Jaar | Plaats        | Onderdeel   | Onderdeel | Onderdeel | Onderdeel |
| Jaar | Plaats        | Individueel | Sprint    | Estafette | Team      |
| ---- | ------------- | ----------- | --------- | --------- | --------- |
| 1981 | Lahti         | 5e          | 19e       | Zilver    |           |
| 1982 | Minsk         | 15e         | 15e       | 4e        |           |
| 1983 | Rasen-Antholz | 10e         | 13e       | 4e        |           |
| 1985 | Ruhpolding    | 16e         | 8e        | Brons     |           |
| 1986 | Oslo          | 22e         | 17e       | DQ        |           |
| 1987 | Feistritz     | 9e          | 40e       | Brons     |           |
| 1987 | Lake Placid   | 9e          | 40e       | Brons     |           |
| 1989 | Feistritz     | Brons       | 17e       | 6e        | Zilver    |
| 1990 | Minsk         | 25e         | 46e       | —         | —         |
| 1991 | Lahti         | 13e         | 6e        | Goud      | —         |
| 1992 | Novosibirsk   |             |           |           | —         |
| 1993 | Borovets      | —           | —         | —         | Goud      |

### Olympische Winterspelen
| Jaar | Plaats      | Onderdeel   | Onderdeel | Onderdeel |
| Jaar | Plaats      | Individueel | Sprint    | Estafette |
| ---- | ----------- | ----------- | --------- | --------- |
| 1980 | Lake Placid | —           | 27e       | —         |
| 1984 | Sarajevo    | 7e          | 8e        | Brons     |
| 1988 | Calgary     | 23e         | 12e       | Zilver    |
| 1992 | Albertville | —           | —         | Goud      |